# Eisō
Eisō (英祖) (1229–1299), aussi connu sous le nom Yingzu, est un roi des îles Ryūkyū.

## Biographie
Eisō est membre de la famille Tenson et il est également connu comme le premier de la lignée Eiso des monarques de Ryūkyū. Il sert comme régent de 1235 à 1260, et ensuite en tant que roi. Il succède à Gihon et règne jusqu'à sa mort en 1299.
Le règne d'Eisō est généralement considéré comme une période de forte croissance pour la principauté naissante d'Okinawa. Eisō met en place diverses réformes fiscales et foncières, et la nation récupère des famines et autres problèmes qui ont frappé les règnes précédents. Plusieurs îles éloignées, dont Kume-jima, Kurama et Iheya-jima, passent sous le contrôle d'Okinawa, et commencent à envoyer des tributs en 1264. Un émissaire est envoyé à Amami-Ōshima en 1266, bien que ce n'est que beaucoup plus tard que la sphère de contrôle d'Okinawa s'élargit pour inclure les îles Amami. En bref, le règne d'Eisō voit la création de nombreuses institutions gouvernementales, et contribue à jeter les bases de la structure de gouvernement des siècles suivants.
Durant le règne d'Eisō des contacts sont pris avec l'empire Mongol, qui à l'époque envisage d'envahir le Japon. Des émissaires de la cour de Kublai Khan arrivent deux fois à Okinawa, en 1272 et 1276, et demandent que le royaume naissant se soumette à l'autorité des Mongols et contribue à l'effort d'invasion du Japon. Les envoyés sont éconduits deux fois, et repoussés avec force la deuxième fois, mais ils s'enfuient d'Okinawa avec 130 captifs.
Eisō meurt à l'âge de 71 ans et son fils Taisei lui succède.

## Source de la traduction
- (en) Cet article est partiellement ou en totalité issu de l’article de Wikipédia en anglais intitulé « Eiso (Ryukyu) » (voir la liste des auteurs).